# ليتيزيا بونابرت
كانت ماريا ليتيزيا بونابرت (اسمها قبل الزواج: رامولينو، وولِدت 24 أغسطس 1749 - توفيت 2 فبراير 1836) والمعروفة باسم ليتيزيا بونابرت، امرأة نبيلة كورسيكيَّة ووالدة نابليون الأول إمبراطور فرنسا. أصبحت معروفة بعد إعلان الإمبراطورية بلقب «المدام الأم». قضت السنوات اللاحقة من عمرها في روما التي توفيت فيها خلال شهر فبراير من عام 1836.

## نشأتها
ولِدت ماريا ليتيزيا رامولينو في أجاكسيو بجزيرة كورسيكا (التي كانت حينذاك جزءًا من جمهورية جنوة)، وهي ابنة جيوفاني جيرومينو رامولينو وزوجته أنجيلا ماريا بييترا-سانتا. كان والد ليتيزيا ضابطًا في الجيش من أولي الخبرة في الهندسة المدنية وقائدًا لحامية أجاكسيو. كانت عائلة رامولينو من الطبقات النبيلة الدنيا المنحدرة من لومبارديا التي أسست موطئ قدم لها في كورسيكا قبل أجيالٍ مضت.
تلقت ليتيزيا تعليمها ضمن المنزل ولم تتلقى تدريبًا سوى في المهارات المنزلية كغيرها من سائر النساء في كورسيكا في ذاك الوقت. تزوجت أمها حين كانت في السادسة من العمر بعد وفاة والدها من فرانتز فيش وهو ضابط سويسريّ في البحريَّة الجنويَّة بأجاكسيو. تزوج الاثنان في عام 1757 وانجبا طفلين كان أحدهما أخ ليتيزيا غير الشقيق والكاردينال المستقبلي جوزيف فيش.

## زواجها وأطفالها

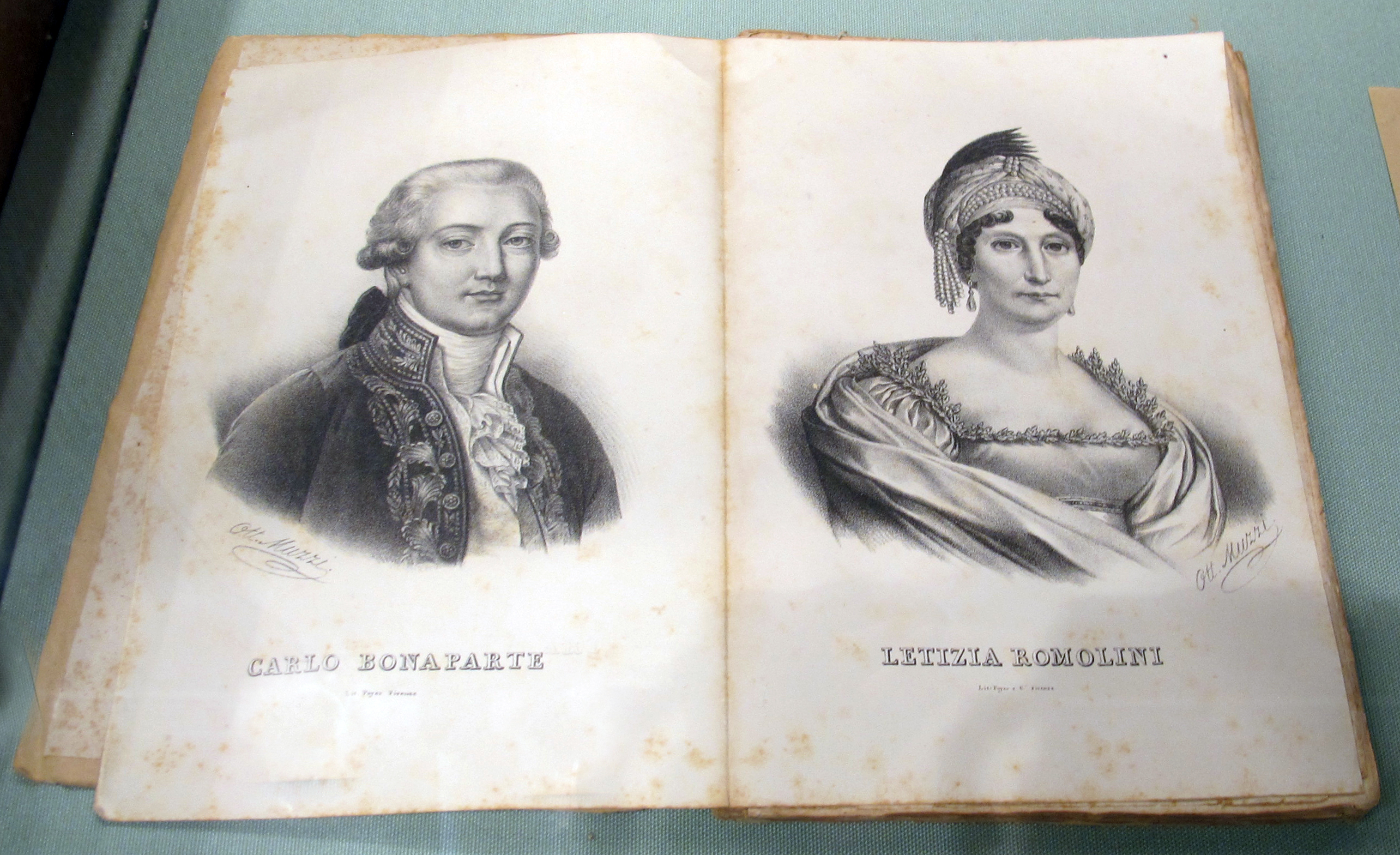
كارلو بونابرت وليتيزيا رامولينو

تزوجت ليتيزيا ذات الأربعة عشر ربيعًا من طالب الحقوق ذي الثمانية عشر ربيعًا كارلو بونابرت المنحدر من أجاكسيو بتاريخ 2 يونيو عام 1764. كان كارلو يدرس الحقوق في جامعة بيزا، ولكنه غادر ليتزواج ليتيزيا دون أن ينال شهادته. آل بونابرت الذين كانوا ينتمون إلى طبقة نبلاء كورسيكا، قدِموا بالأصل من توسكانا في مطلع القرن السادس عشر.
حملت للمرة الأولى بعد عدة أشهر لتنجب في نهاية المطاف ما مجموعه ثلاثة عشر طفلًا نجا منهم ثمانية ظلوا على قيد الحياة. ولِد أول ابنائها الذي حمل اسم نابليون وفارق الحياة عام 1765، وتبعه فتاة رضيعة فارقت الحياة أيضًا. غادر كارلو بعدها إلى روما حيث قضى فيها السنتين اللاحقتين، وألتحق عند عودته بالقائد الجمهوريّ باسكويل باولي ليصبح مساعده كموظف بدوام جزئي. حملت ليتيزيا منجبةً جوزيف الذي حمل بالأصل اسم غويسيبيه في 7 يوليو عام 1768. قامت حركة عصابات كورسيكيَّة بقيادة باولي ثائرةً على الفرنسيين حين تنازلت جنوة رسميًا عن الجزيرة لصالح فرنسا عام 1768. انضم كارلو بونابرت وليتيزيا ذات التسعة عشر ربيعًا والحامل بنابليون المستقبليّ إلى صفوف باولي وفرّوا مع المتمردين إلى الجبال بالقرب من كورتي. قاتلت ليتيزيا إلى جانب زوجها في كفاحهم من أجل الاستقلال. عاد كارلو وليتيزيا إلى أجاكسيو بعدما باء التمرد بالفشل في شهر مايو عام 1769. دخلت ليتيزيا المخاض في 15 أغسطس عام 1769 يوم عيد انتقال العذراء خلال تواجدها في القدّاس بكاتدرائية أجاكسيو التي تبعد عن منزل العائلة دقيقة مشيًا على الأقدام. تحكي الأسطورة أنها أنجبته في المنزل على سجادة في غرفة المعيشة حِيكت عليها معارك الإلياذة والأوديسة. عُمِّد الصبي الصغير نابليون الذي حمل اسم أحد عمومه الذي توفي السنة السابقة. لم تستطع ليتيزيا إدرار الحليب وتوجب عليها إحضار مرضعة تدعى كاميلا لاتي التي شغلت دور الأم الحاضنة. أبقت على خادمة واحدة تدعى ماموتشا كاتيرينا التي عاشت معها دون أن تتقاضى أجرًا. كما قامت ماموتشا بدور القابلة عند توليدها لنابليون. أدت ليتيزيا كافة واجباتها المنزلية في حين اعتنت ماموتشا بالأطفال.
صادقت ليتيزيا وزوجها كارلو الحاكم العسكري الجديد للجزيرة شارل رينيه، كونت ماربوف والمشرف بيرترون دي بوشبورن التي كانت زوجته عرابة ابنهما لويس. ضمن ماربوف في عام 1777 انتخاب كارلو نائبًا ليمثل كورسيكا في فرساي. أخذ كارلو كلًا من جوزيف ونابليون إلى القارة للدراسة في كلية أوتون مع نهاية عام 1778. ألتحق نابليون الذي كان حينها في التاسعة من العمر بمدرسة برين كاديه بموجب منحة حصل عليها في شهر مايو من السنة اللاحقة. ويرجح في هذا صداقة كارلو وليتيزيا بالحاكم بالإضافة إلى استلام كارلو لوثيقة تشهد على نبالته. بقيت ليتيزيا في أجاكسيو وحملت بستة أطفال آخرين: لوسيان عام 1775، وإليزا عام 1777، ولويس عام 1778، وبولين عام 1780، وكارولين عام 1782، وجيروم عام 1784.

## والدة الإمبراطور
كتب الكاردينال فيش إلى نابليون في يوليو 1804 واقترح عليه إيجاد لقب لليتيزيا. منحت الأخيرة لقب «المدام» بموجب مرسوم ولكن نظرًا لكون لقب نفس اللقب التي كانت تلقب به بنات الملك فقد أضيف عليه في آخره عبارة «أم صاحب جلالة الإمبراطور». وأصبح يشار إليها بلقب «المدام الأم» (بالفرنسية: Madame Mère).
عُرِف عنها عيشها حياة بسيطة نسبيًا رغم كونها والدة القنصل الأول حيث حصلت شهريًا على منحة حكومية قدرها 25 ألف فرنك. تُوِّج نابليون إمبراطورًا بتاريخ 2 ديسمبر عام 1804. لم تحضر ليتيزيا مراسم تتويج ابنها رغم ظهورها في لوحة التتويج الشهيرة التي رسمها جاك لوي دافيد. وحين هنئوها على نجاح ابنها ردت بعبارتها الشهيرة قائلة «دعونا نأمل أن يدوم».
غادرت روما في 19 ديسمبر 1804 وأخذت من منزل أوتيل دي بريين الواقع في شارع 92 سان دومينيك بباريس مقر إقامة لها. أشترت هذا المنزل من لوسيان مقابل 600 ألف فرنك. خصص لها الإمبراطور 500 ألف فرنك سنويًا. لم تتواجد في البلاط الإمبراطوري وعاشت في قلعة بون-سور-سين التي وهبها نابليون لها خلال الفترة من عام 1805 حتى عام 1813. وأقامت حين زارت باريس في منزلها أوتيل دي بريين. وفي عام 1814، شاركت نابليون منفاه على جزيرة إلبا مع ابنتها بولين. وتبعته إلى باريس في فبراير عام 1815 خلال المئة يوم لتلتقي بابنها نابليون للمرة الأخيرة في قلعة مالميزون يوم 29 يونيو عام 1815.

## حياتها اللاحقة ووفاتها

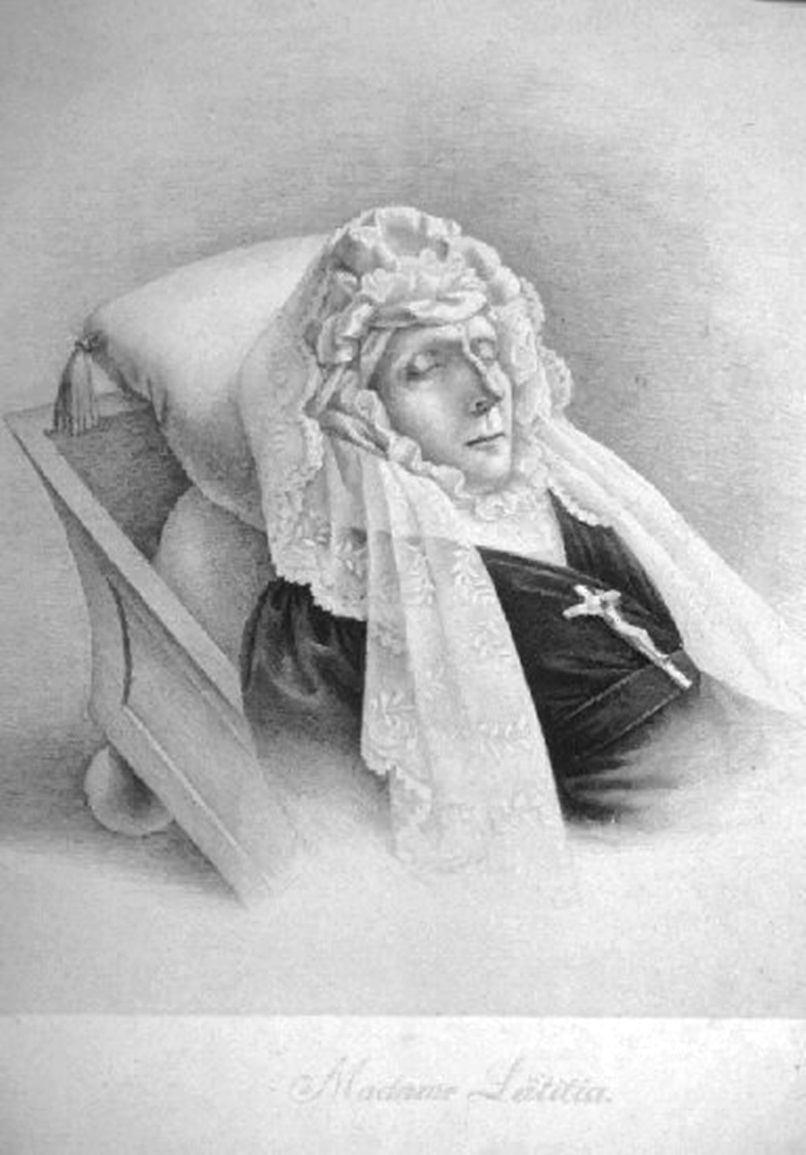
ليتيزيا رامولينو في الفن، روما في ثلاثينيات القرن الثامن عشر

سافرت ليتيزيا من باريس إلى روما بعد توديعها لنابليون لتقع في حماية البابا بيوس السابع. اشترت قصر رينوتشيني السابق (غُيِّر اسمه ليدعى قصر بونابرت والآن اسمه قصر ميشاتيلي) الواقع في زاوية ساحة فنيتزيا وفيا ديل كورسو حيث عاشت مع ابنها جوزيف. عاشت خلال السنوات التي قضتها في روما حياة اعتزال دون أن يتردد عليها زوار باستثناء أخاها الذي نادرًا ما كان يتركها. مكنتها ثروتها الكبيرة التي حصلت عليها من مجوهراتها واستثمارها الفطن للمال من تمتعها بحياة مريحة دون شقاء لبقية عمرها. كانت الرسّامة آنا باربارا بانسي صاحبة لها لفترة من الزمن.
توفيت في عام 1836 عن عمر يناهز الخمسة وثمانون عامًا قبل ثلاثة أسابيع من ذكرى وفاة زوجها الواحدة والخمسون. كانت حينها مصابة بالعمى تقريبًا وعاشت أكثر من ابنها نابليون بما يتجاوز الخمسة عشر عامًا. نُقل جثمان ليتيزيا إلى الكنيسة الإمبراطورية بأجاكسيو مسقط رأسها التي بنيت خصيصًا له. وفي عام 1951، نُقل رفات زوجها كارلو بعد مئة عام ليرقد بجانبها.

## وصلات خارجية
- ماريك، ميروسلاف. "نسل آل بونابرت". مؤرشف من الأصل في 2020-11-30. (بالإنجليزية)